# Едвард Фокс
Едвард Чарльз Моріс Фокс (англ. Edward Charles Morice Fox; нар. 13 квітня 1937, Челсі, Лондон, Англія) — англійський актор кіно, театру і телебачення. Найбільш відомий за ролями професійного вбивці на прізвисько Шакал, найнятого для вбивства президента Франції генерала де Голля влітку 1963 року в фільмі «День Шакала» (1973) та короля Едуарда VIII в британському телесеріалі «Едуард і місіс Сімпсон» (1978).

## Життєпис
Народився в сім'ї актора і театрального агента Робіна Фокса (1913—1971) та актриси і письменниці Анжели Мюріел Дарити Уортінгтон. Його брати — актор Джеймс Фокс (нар. 1939) і кінопродюсер Роберт Фокс (нар. 1952). Племінник — актор Лоуренс Фокс.

## Особисте життя
Фокс був двічі одружений, з акторкою Трейсі Рід (1958—1961) та акторкою Джоанною Девід (з липня 2004 року, після багаторічних відносин). У нього є дочка Люсі від шлюбу з Рід і двоє дітей від Девід — Емілія та Фредді.

## Фільмографія
- 1967 — «Оголений утікач» / (The Naked Runner) — Річі Джексон
- 1969 — «Битва за Британію» / (Battle of Britain) — Арчі, пілот-офіцер
- 1977 — «Помаранчевий солдат» / (Soldaat van Oranje) — полковник Рафеллі
- 1977 — «Міст надто далеко» / (A Bridge Too Far) — генерал-лейтенант Браян Горокс
- 1977 — «Дуелянти» / (The Duellists) — бонапартистський агент
- 1978 — «Загін 10 з Наварон»
- 1983 — «Ніколи не кажи ніколи» — М
- 1983 — «Костюмер» / (The Dresser) — Оксенбі
- 2015 — «Костюмер» / (The Dresser) — Торнтон
- 2017 — «Табу» — Горацій Делейні